# Charabalinskij rajon
Il Charabalinskij rajon (in russo Харабалинский район?) è un rajon dell'Oblast' di Astrachan', nella Russia europea; il capoluogo è Charabali.